# Локателли, Роберто
Роберто Локателли (итал. Roberto Locatelli; род. 5 июля 1974, Бергамо) — итальянский мотогонщик. Чемпион мира по шоссейно-кольцевым мотогонкам MotoGP в классе 125cc (2000).

## Биография
В 1993 году Локателли стал чемпионом Италии с кольцевых мотогонок в классе 125cc. В следующем году он дебютировал в чемпионате мира MotoGP в классе 125 см3, по wild card принял участие в Гран-При Италии. В первой для себя гонке такого уровня стартовал с поулу, хотя к финишу приехал лишь на десятом месте.
В двух следующих сезонах соревновался в чемпионате мира в классе 250 см3 на Aprilia, в общем зачете в обоих случаях занял 17-е место.
В сезоне 1997 Локателли вернулся в класс 125 см3, пересев на мотоцикл Honda, закончив на 8-м месте в общем зачете. В следующем сезоне снова выступал на Honda и выиграл три поули, хотя и не выиграл ни одной гонки вышли, однако впервые в карьере поднялся на подиум — занял третье место на Гран-При Германии.
В 1999 году Роберто перешел в команду «Vasco Rossi Racing», где получил в свое распоряжение мотоцикл Aprilia, вместе с ними выиграл две гонки (Франция и Италия) и занял четвертое место в общем зачете.
Сезон 2000 года стал лучшим в спортивной карьере Роберто Локателли — после пяти побед на этапах в Малайзии, Италии, Чехии, Валенсии и Японии набрал 230 очков и стал чемпионом мира.
После этого момента начался долгий период экспериментов: Локателли перешел в класс 250 см3, но отказался работать с официальной командой, подписав контракт с командой Эроса Рамазотти «MS Eros Ramazzotti Racing». После двух неудачных лет, Роберто вернулся в класс 125 см3 с командой KTM, с которой за сезон набрал лишь 18 очков. 2004-й был годом возрождения Роберто Локателли, который подписал контракт с командой Лючио Чекинелло «Safilo Carrera - LCR», получив в свое распоряжение мотоцикл Aprilia. С ними он выиграл две гонки (в Италии и Германии), всего набрал 192 очка и занял третье место в общем зачете (титул достался Андреа Довициозо).
С момента введения в действие правила, согласно которому гонщики, которые имеют более чем 28 лет не могут работать в классе 125 см3, Локателли был вынужден в 2005 году перейти в класс 250 см3, но результаты были значительно хуже: 61 очко и 13 место в общем зачете. Сезон 2006 года Локателли выступал за команду «Team Toth» тоже на Aprilia, но его результаты оказались более позитивными: два подиумы (второе место в Валенсии и третье в Катаре), звание лучшего гонщика частной команды и пятое место в общем зачете.
В 2007 году Роберто Локателли выступал за команду «Metis Gilera» на мотоцикле Gilera.
24 марта 2007 года во время официальной практики второго Гран-При сезона в испанском автодроме Херес-де-ла-Фронтера, Локателли потерял контроль над своим мотоциклом, въехав на скорости около 150 км/ч в ограждающую стену. Итальянец получил травмы груди и рук, получил переломы правой ноги и левой лодыжки, а также черепно-лицевую травму. Локателли был госпитализирован в Болонью, где ему провели операцию. К выступлениям в чемпионате Роберто смог вернуться через два месяца.
Сезоны 2009 и 2009 годов Локателли провел с командой «Metis Gilera», заняв в чемпионате 9 и 11 места.